# جيرارد بتلر
جيرارد جيمس بتلر (بالإنجليزية: Gerard Butler)‏ ممثل اسكتلندي من مواليد 13 نوفمبر 1969، اشتهر بدور الملك ليونيداس في فيلم 300.

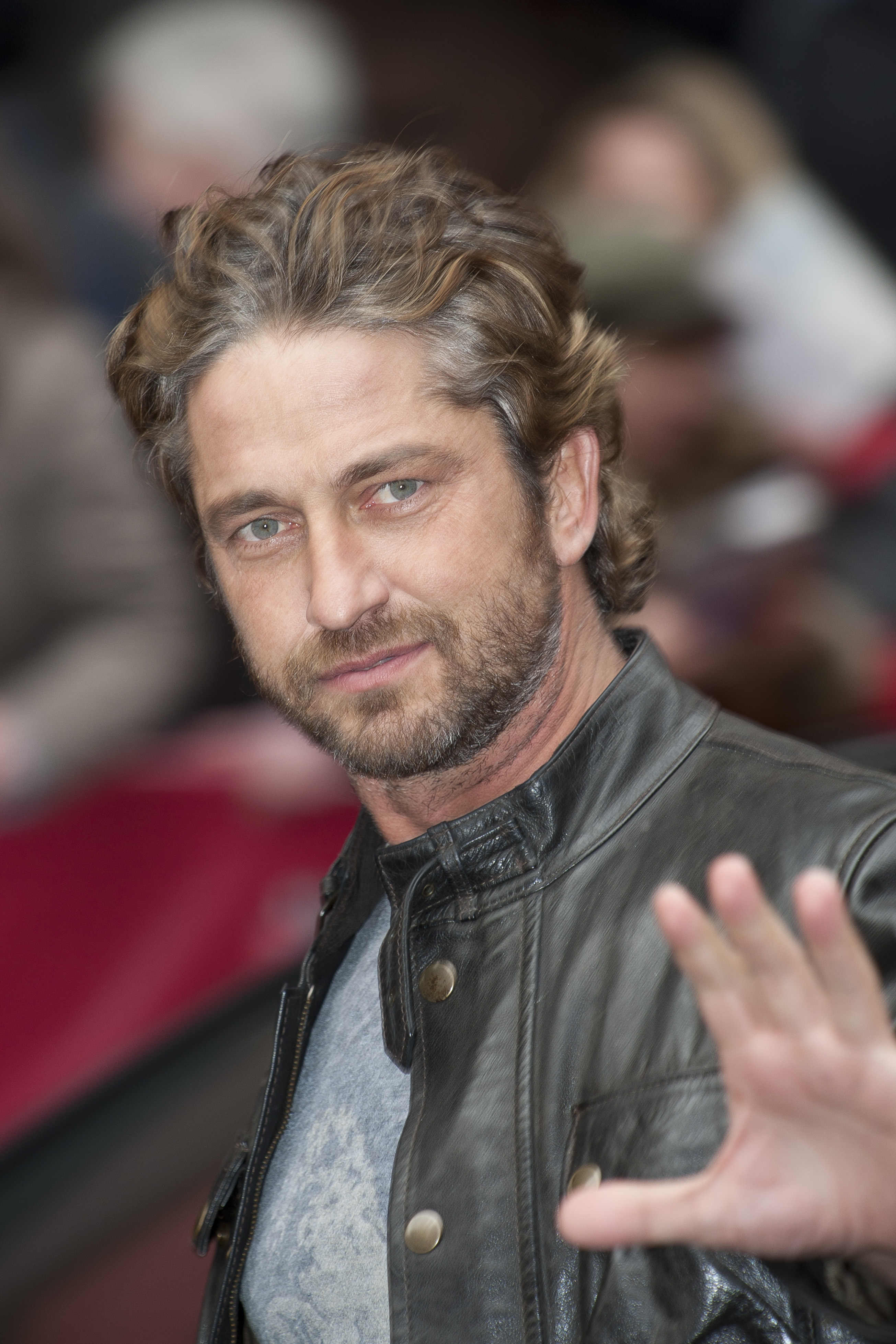
باتلر في عام 2011

## عن حياته
قضى بتلر معظم سنته الأولى في مونتريال قبل أن ينفصل والداه وهو في عمر الـ18 شهرًا، ليعود مع والدته إلى اسكتلندا، ولم يتمكن من رؤية والده إلا عند بلوغه سن الـ16 ، وخلال فترة مراهقته؛ شارك باتلر في أحد مسارح الشباب، وبعد انتهاؤه من دراسته الثانوية بتقديرات مرتفعة؛ ساعدته على الالتحاق بجامعة جلاسجو لدراسة المحاماة ، وعند بلوغ باتلر سن الـ22؛ توفي والده المريض بالسرطان، فترك الأمر تأثيرًا كبيرًا في نفسه؛ مما جعل حياته تضطرب إلى حد كبير؛ خاصة مع عمله كمتدرب في إحدى شركات المحاماة الشهيرة، مما أدى لاحقًا إلى طرده منها قبل أسبوع واحد فقط من حصوله على رخصة ممارسة المحاماة.
وفي سن الـ25 قرر باتلر الانتقال إلى لندن للحصول على فرصة للشهرة، وقضى بعض الوقت في ممارسة عدة وظائف مختلفة، حتى قابل صديقة قديمة من مسرح الشباب؛ والتي تعمل الآن كوكيلة للمواهب، فقامت بتقديمه إلى أحد المخرجين المسرحيين؛ الذي راق له كثيرًا أداؤه في اختبار التمثيل؛ فضمه إلى فريق العمل ، ومع بلوغه سن الـ30؛ قرر باتلر الانتقال إلى لوس أنجلس هذه المرة لحصد المزيد من الشهرة، فكان عمله الأول بدور قصير في فيلم Mrs. Brown، وتلاه بدور آخر في فيلم جيمس بوند Tomorrow Never Dies.
في عام 2000؛ حصل باتلر على فرصة كبيرة للمشاركة في فيلمين مهمين؛ هما Dracula 2000 وAttila؛ رغم رغبة المنتجين في منح الفيلم الأخير لممثل معروف إلا أن أداء باتلر دفعهم لتغيير رأيهم ، وتوالت بعدها أعمال باتلر؛ فشارك النجمة أنجلينا جولي عام 2003 بطولة فيلم Lara Croft Tomb Raider: The Cradle of Life، وفي نفس العام؛ تم ترشيحه لبطولة النسخة الجديدة من العمل الموسيقي The Phantom of the Opera، ورغم أن خبرة باتلر في الغناء تقتصر على المشاركة في صباه في فريق لموسيقى الروك، إلا أنه بدأ على الفور في القيام بتدريبات مكثفة على أيدي متخصصين، فنجح في الحصول على الدور بعد نيل إعجاب المنتجين والمخرج ، وفي عام 2007؛ تحول باتلر رسميًا إلى أحد نجوم الصف الأول في هوليوود؛ بعد بطولته فيلم 300 ، ليقدم بعدها مجموعة من الأفلام التي حققت شهرة واسعة في هوليوود مثل P.S I LOVE YOU.

## أعماله

### أفلام
وكر اللصوص - (2018) بدور نيك فلاناجان
صراع العروش - (2015)

## روابط خارجية
- جيرارد بتلر على موقع IMDb (الإنجليزية)
- جيرارد بتلر على موقع ميتاكريتيك (الإنجليزية)
- جيرارد بتلر على موقع الموسوعة البريطانية (الإنجليزية)
- جيرارد بتلر على موقع روتن توميتوز (الإنجليزية)
- جيرارد بتلر على موقع مونزينجر (الألمانية)
- جيرارد بتلر على موقع ألو سيني (الفرنسية)
- جيرارد بتلر على موقع ميوزك برينز (الإنجليزية)
- جيرارد بتلر على موقع تيرنر كلاسيك موفيز (الإنجليزية)
- جيرارد بتلر على موقع أول موفي (الإنجليزية)
- جيرارد بتلر على موقع بوكس أوفيس موجو (الإنجليزية)